# Coppa dei Campioni 1982-1983 (pallamano maschile)
La Coppa dei Campioni 1982-1983 è stata la 23ª edizione del massimo torneo europeo di pallamano riservato alle squadre di club. È stata organizzata dall'International Handball Federation, la federazione internazionale di pallamano. La competizione è iniziata ad ottobre 1982  si è conclusa il 1º maggio 1983.
Il torneo è stato vinto dalla compagine tedesca del VfL Gummersbach per la 5ª volta nella sua storia.

## Risultati

### Primo turno
| Squadra 1         | Squadra 2             | Andata                   | Ritorno                   | Totale  |
| ----------------- | --------------------- | ------------------------ | ------------------------- | ------- |
| HC Dukla Praga    | HC Koflach            | Praga                    | Köflach                   | 51 - 32 |
| HC Dukla Praga    | HC Koflach            | 29 - 22                  | 22 - 10                   | 51 - 32 |
| Vikingur          | VIF Vestmanna         | Reykjavík                | Vestmanna                 | 62 - 42 |
| Vikingur          | VIF Vestmanna         | 35 - 19                  | 27 - 23                   | 62 - 42 |
| FC Barcellona     | SL Benfica            | Barcellona               | Lisbona                   | 64 - 43 |
| FC Barcellona     | SL Benfica            | 32 - 25                  | 32 - 18                   | 64 - 43 |
| Hapoel Rehovot    | HC Liverpool          | Rehovot                  | Liverpool                 | 75 - 25 |
| Hapoel Rehovot    | HC Liverpool          | 40 - 10                  | 35 - 15                   | 75 - 25 |
| IK Heim           | Fredensborg IL        | Göteborg                 | Oslo                      | 62 - 49 |
| IK Heim           | Fredensborg IL        | 32 - 23                  | 30 - 26                   | 62 - 49 |
| Sporting Neerpelt | Vlug en Lenig Geellen | Neerpelt                 | Sittard-Geleen            | 32 - 37 |
| Sporting Neerpelt | Vlug en Lenig Geellen | 20 - 16                  | 12 - 21                   | 32 - 37 |
| Aris Atene        | CSA Steaua Bucarest   | Atene                    | Bucarest                  | 45 - 70 |
| Aris Atene        | CSA Steaua Bucarest   | 28 - 34                  | 17 - 36                   | 45 - 70 |
| SC Magdeburgo     | Pallamano Trieste     | Magdeburgo               | Trieste, 10 ottobre 1982  | 59 - 42 |
| SC Magdeburgo     | Pallamano Trieste     | 29 - 24                  | 30 - 18                   | 59 - 42 |
| HC Shifflingen    | USM Gagny             | Schifflange              | Gagny                     | 35 - 59 |
| HC Shifflingen    | USM Gagny             | 17 - 25                  | 18 - 34                   | 35 - 59 |
| Bakasi Istanbul   | KC Veszprém           | Istanbul, 7 ottobre 1982 | Veszprém, 11 ottobre 1982 | 37 - 57 |
| Bakasi Istanbul   | KC Veszprém           | 19 - 26                  | 18 - 31                   | 37 - 57 |
| Sjundea IF        | CSKA Mosca            | Siuntio                  | Mosca                     | 46 - 63 |
| Sjundea IF        | CSKA Mosca            | 27 - 27                  | 19 - 36                   | 46 - 63 |

### Ottavi di finale
| Squadra 1           | Squadra 2              | Andata                    | Ritorno                    | Totale            |
| ------------------- | ---------------------- | ------------------------- | -------------------------- | ----------------- |
| IF Skovbakken       | VfL Gummersbach        | Aarhus                    | Gummersbach                | 38 - 45           |
| IF Skovbakken       | VfL Gummersbach        | 18 - 21                   | 20 - 24                    | 38 - 45           |
| HC Dukla Praga      | Vikingur               | Praga, 6 dicembre 1982    | Reykjavík                  | 41 - 34           |
| HC Dukla Praga      | Vikingur               | 23 - 15                   | 18 - 19                    | 41 - 34           |
| FC Barcellona       | Hapoel Rehovot         | Barcellona                | Rehovot, 11 dicembre 1982  | 55 - 24           |
| FC Barcellona       | Hapoel Rehovot         | 25 - 16                   | 30 - 8                     | 55 - 24           |
| IK Heim             | TSV St. Omar San Gallo | Göteborg                  | San Gallo                  | 51 - 36           |
| IK Heim             | TSV St. Omar San Gallo | 32 - 20                   | 19 - 16                    | 51 - 36           |
| Budapest Honvéd FC  | Vlug en Lenig Geellen  | Budapest                  | Sittard-Geleen             | 56 - 34           |
| Budapest Honvéd FC  | Vlug en Lenig Geellen  | 30 - 21                   | 26 - 13                    | 56 - 34           |
| CSA Steaua Bucarest | RK Metaloplastika      | Bucarest, 5 dicembre 1982 | Šabac, 12 dicembre 1982    | 40 - 40 (4-5 dtr) |
| CSA Steaua Bucarest | RK Metaloplastika      | 22 - 18                   | 18 - 22                    | 40 - 40 (4-5 dtr) |
| SC Magdeburgo       | USM Gagny              | Magdeburgo                | Gagny, 11 dicembre 1982    | 62 - 43           |
| SC Magdeburgo       | USM Gagny              | 33 - 16                   | 29 - 27                    | 62 - 43           |
| CSKA Mosca          | KC Veszprém            | Mosca, 5 dicembre 1982    | Veszprém, 11 dicembre 1982 | 61 - 44           |
| CSKA Mosca          | KC Veszprém            | 31 - 19                   | 30 - 25                    | 61 - 44           |

### Quarti di finale
| Squadra 1          | Squadra 2         | Andata                    | Ritorno                | Totale        |
| ------------------ | ----------------- | ------------------------- | ---------------------- | ------------- |
| HC Dukla Praga     | VfL Gummersbach   | Praga, 10 gennaio 1983    | Gummersbach            | 35 - 35 (gfc) |
| HC Dukla Praga     | VfL Gummersbach   | 19 - 18                   | 16 - 17                | 35 - 35 (gfc) |
| IK Heim            | FC Barcellona     | Göteborg, 10 gennaio 1983 | Barcellona             | 34 - 46       |
| IK Heim            | FC Barcellona     | 16 - 20                   | 18 - 26                | 34 - 46       |
| Budapest Honvéd FC | RK Metaloplastika | Budapest, 9 gennaio 1983  | Šabac, 16 gennaio 1983 | 39 - 47       |
| Budapest Honvéd FC | RK Metaloplastika | 19 - 15                   | 20 - 32                | 39 - 47       |
| CSKA Mosca         | SC Magdeburgo     | Mosca, 10 gennaio 1983    | Magdeburgo             | 54 - 49       |
| CSKA Mosca         | SC Magdeburgo     | 30 - 17                   | 24 - 32                | 54 - 49       |

### Semifinali
| Squadra 1         | Squadra 2     | Andata               | Ritorno              | Totale  |
| ----------------- | ------------- | -------------------- | -------------------- | ------- |
| VfL Gummersbach   | FC Barcellona | Gummersbach          | Barcellona           | 44 - 38 |
| VfL Gummersbach   | FC Barcellona | 21 - 16              | 23 - 22              | 44 - 38 |
| RK Metaloplastika | CSKA Mosca    | Šabac, 27 marzo 1983 | Mosca, 2 aprile 1983 | 39 - 42 |
| RK Metaloplastika | CSKA Mosca    | 23 - 17              | 16 - 25              | 39 - 42 |

### Finale
| Squadra 1  | Squadra 2       | Andata                | Ritorno                     | Totale  |
| ---------- | --------------- | --------------------- | --------------------------- | ------- |
| CSKA Mosca | VfL Gummersbach | Mosca, 24 aprile 1983 | Gummersbach, 1º maggio 1983 | 29 - 32 |
| CSKA Mosca | VfL Gummersbach | 15 - 29               | 14 - 13                     | 29 - 32 |

## Campioni
| Vincitore della Coppa dei Campioni 1982-1983 |
| -------------------------------------------- |
| VfL Gummersbach 5º titolo                    |